# Nissan Presea
La Nissan Presea è un'autovettura compact prodotta dalla casa automobilistica giapponese Nissan Motor dal 1990 al 2000 in due generazioni. Fu destinata esclusivamente al mercato asiatico e oceanico.

## La prima serie (R10): 1990-1995

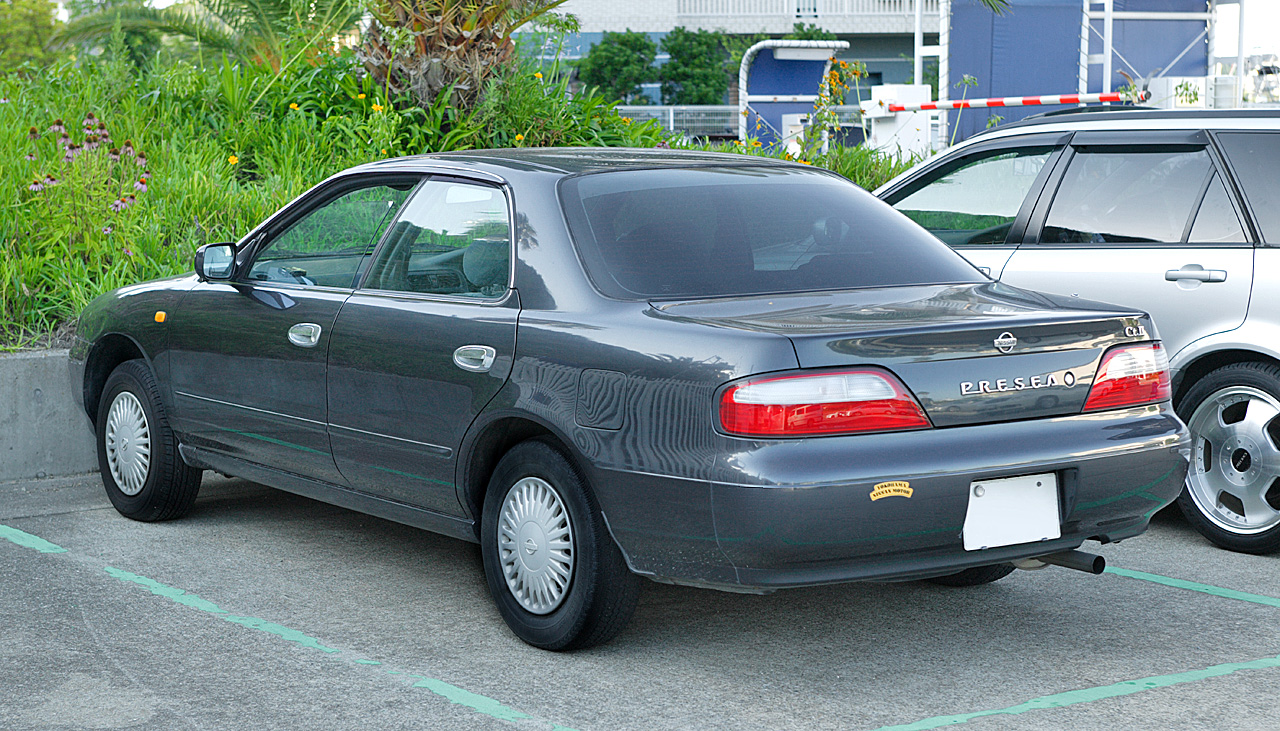
Il retro di una Nissan Presea prima serie

Nel giugno 1990 la Nissan presentò la prima serie della Presea, disponibile solo con carrozzeria berlina quattro porte. Era a trazione anteriore e motore anteriore. Era lunga 4,42 metri ed era posizionata, nella gamma Nissan, tra la Nissan Sunny e la Nissan Bluebird. Il cambio era manuale a cinque rapporti o automatico a quattro marce.
La motorizzazione offerta era composta da un propulsore a quattro cilindri in linea da 1,5 L di cilindrata e 104 CV di potenza, un motore a quattro cilindri in linea da 1,6 L e 110 CV, un motore a quattro cilindri in linea da 1,8 L e 123 CV e un motore a quattro cilindri in linea da 2 L e 165 CV. Tutti i motori erano a iniezione e avevano una distribuzione a doppio albero a camme in testa. 

## La seconda serie (R11): 1995-2000

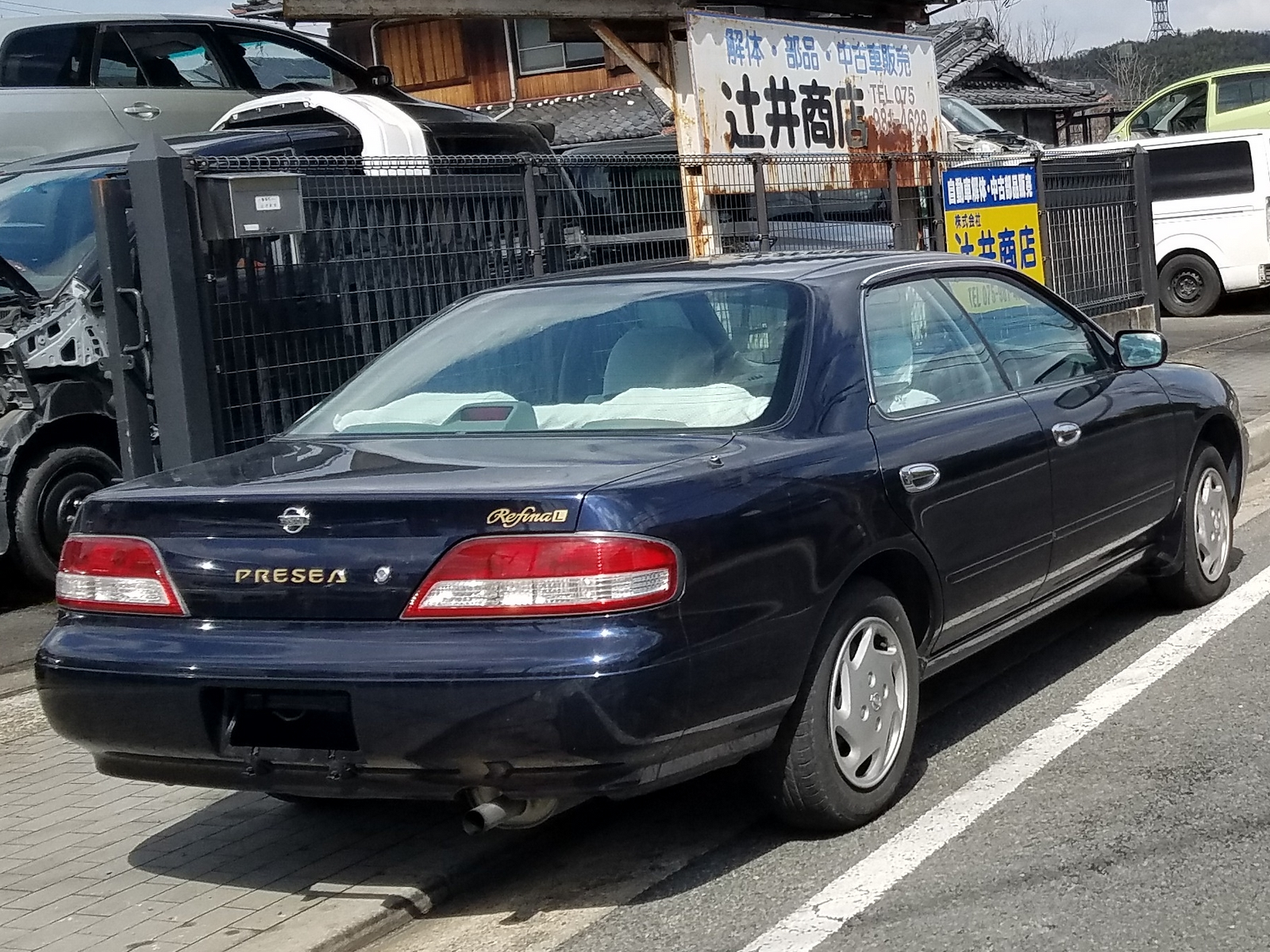
Il retro di una Nissan Presea seconda serie

Nel gennaio 1995 la Nissan lanciò sui mercati la seconda generazione della Presea, che era leggermente più grande della precedente generazione (ora aveva un passo di 2,58 metri e una lunghezza di 4,49 metri). Nell'agosto 2000 la produzione della Presea terminò senza che il modello venisse sostituito da un'altra vettura. anche questa seconda generazione di Presea era disponibile solo con carrozzeria berlina quattro porte. Anche la seconda serie del modello era a trazione anteriore e motore anteriore. Il cambio era sempre manuale a cinque rapporti o automatico a quattro marce.
La motorizzazione offerta rimase immutata. Era infatti sempre composta da un propulsore a quattro cilindri in linea da 1,5 L di cilindrata e 104 CV di potenza, un motore a quattro cilindri in linea da 1,6 L e 110 CV, un motore a quattro cilindri in linea da 1,8 L e 123 CV e un motore a quattro cilindri in linea da 2 L e 165 CV. Tutti i motori erano a iniezione e avevano una distribuzione a doppio albero a camme in testa.